# آرثر ديزموند
آرثر ديزموند (بالإنجليزية: Arthur Desmond)‏ هو مؤلف نيوزيلندي، ولد في 1859 في نورثمبرلاند في المملكة المتحدة، وتوفي في 23 يناير 1929 في شيكاغو في الولايات المتحدة.